# Трофимова, Нина Петровна
Нина Петровна Трофимова (род. 1944) — советская шоссейная велогонщица.

## Биография
Выступала за «Труд», с 1964 — «Спартак».
Бронзовый призёр чемпионата мира 1969 в групповой гонке.
Чемпионка Спартакиады народов СССР 1967 в командной гонке. Чемпионка СССР — 1965—1968, 1970, 1974 в командной и групповой гонке. Бронзовый призёр чемпионата СССР 1973 в индивидуальной гонке преследования по треку, а чемпионата 1976, в групповой гонке по шоссе. Серебряный призёр чемпионатов страны 1971 —1973 в командной гонке преследования по треку.
По окончании карьеры - старший инструктор-методист по велоспорту в ОСЦП «Крылатское» (Москва).